# Чиказький метрополітен
Чика́зький метрополіте́н (англ. Chicago 'L', від elevated) — система ліній метрополітену у Чикаго та околицях (частина Чикаголенду). Третій за завантаженістю метрополітен у США (після Нью-Йоркського і Вашингтонського). Найстарша частина системи була побудована 1892 року, тому Чиказький метрополітен є другим за віком метрополітеном США після Нью-Йоркського, першу нині діючу ділянку якого було побудовано 1885 року.

## Історія

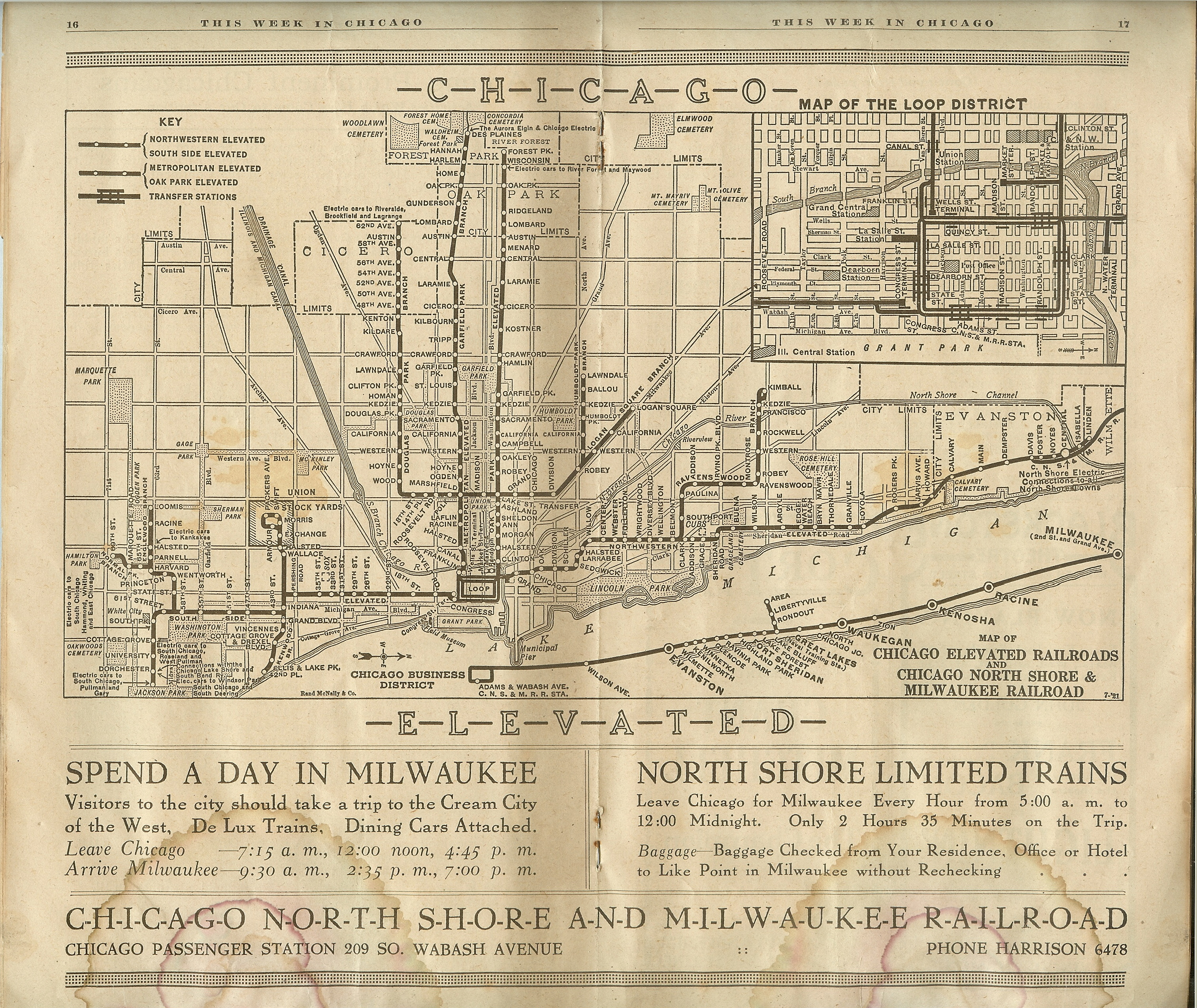
Метро Чикаго 1921 року

До кінця XIX століття американське місто Чикаго перетворилося на найбільший в світі транспортний вузол — в ньому сходилися більше 20 залізничних ліній, а на озері Мічиган безперебійно працював великий порт з численними пристанями.
Тому, коли за допомогою ломового візництва вантажі між різними пунктами перевозити стало вже неможливо, ініціативу щодо вирішення транспортної проблеми взяли на себе власники винних складів. Вони створили акціонерне товариство і, вивчивши світовий досвід будівництва у той час ще нечисленних метрополітенів, приступили до облаштування чиказької підземки. Оголосивши домовласникам, які були проти такої ідеї, що для їхньої ж користі необхідна прокладка галерей для телефонного та телеграфного зв'язку, Товариство провело більше 70 км підземних ліній. Шляхи, закладені на глибину 8 м, мали по три рейки, ширина колії дорівнювала 60 см. Дорога обслуговувалася електровозами потужністю 75 кінських сил і вагонами типу «combination car» зі складовими бортами.
6 червня 1892 року в Чикаго був пущений в дію пасажирський метрополітен, побудований відкритим способом на сталевих естакадах. Перший пущений потяг, що проходив по частині сьогоднішньої Зеленої лінії, за 14 хвилин перевіз чотири дерев'яні вагони з 27 чоловіками і 3 жінками. Але оскільки через швидкий розвиток автомобільного транспорту в прольотах естакад утворювалися затори, а гучний шум, створюваний поїздами, приводив до зниження цін на квартири в довколишніх будинках, 1904 року було прийнято рішення про прокладання підземних пасажирських ліній. Однак перші підземні лінії були відкриті лише в 1943 і 1951 роках. Підземні станції також будувалися з урахуванням того, що вони мають служити сховищами під час війни. Всього в місті 21 підземна станція.

## Лінії
З 1993 року лінії метрополітену офіційно позначаються кольорами, хоча старі назви ліній також подекуди використовуються, зокрема, для розрізнення частин довгих гілок.

### Синя лінія

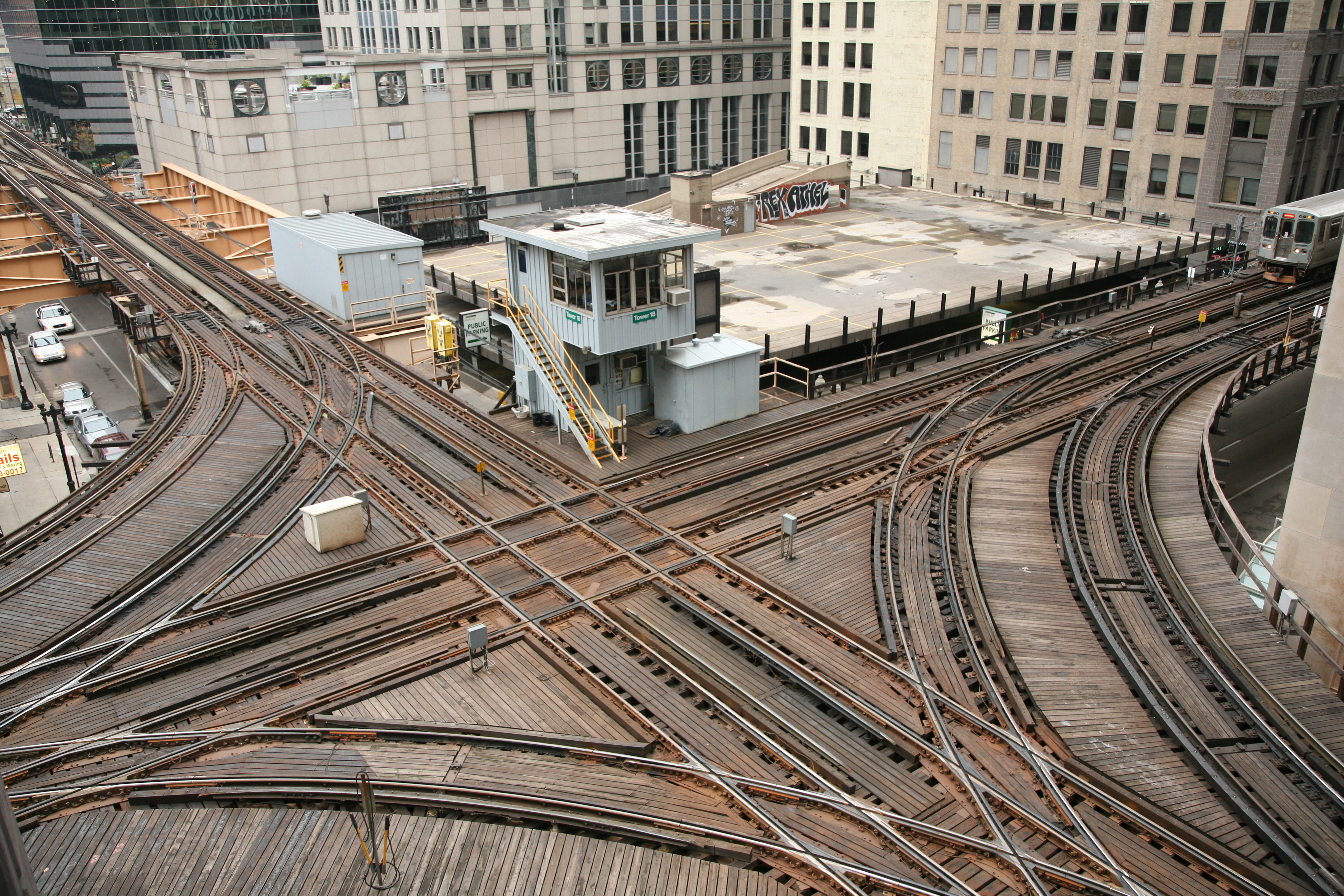
Перетин ліній в районі «петлі»

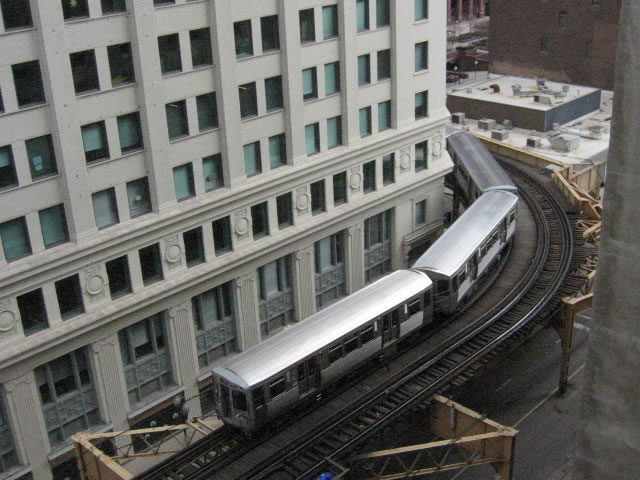
Поворот у районі петлі

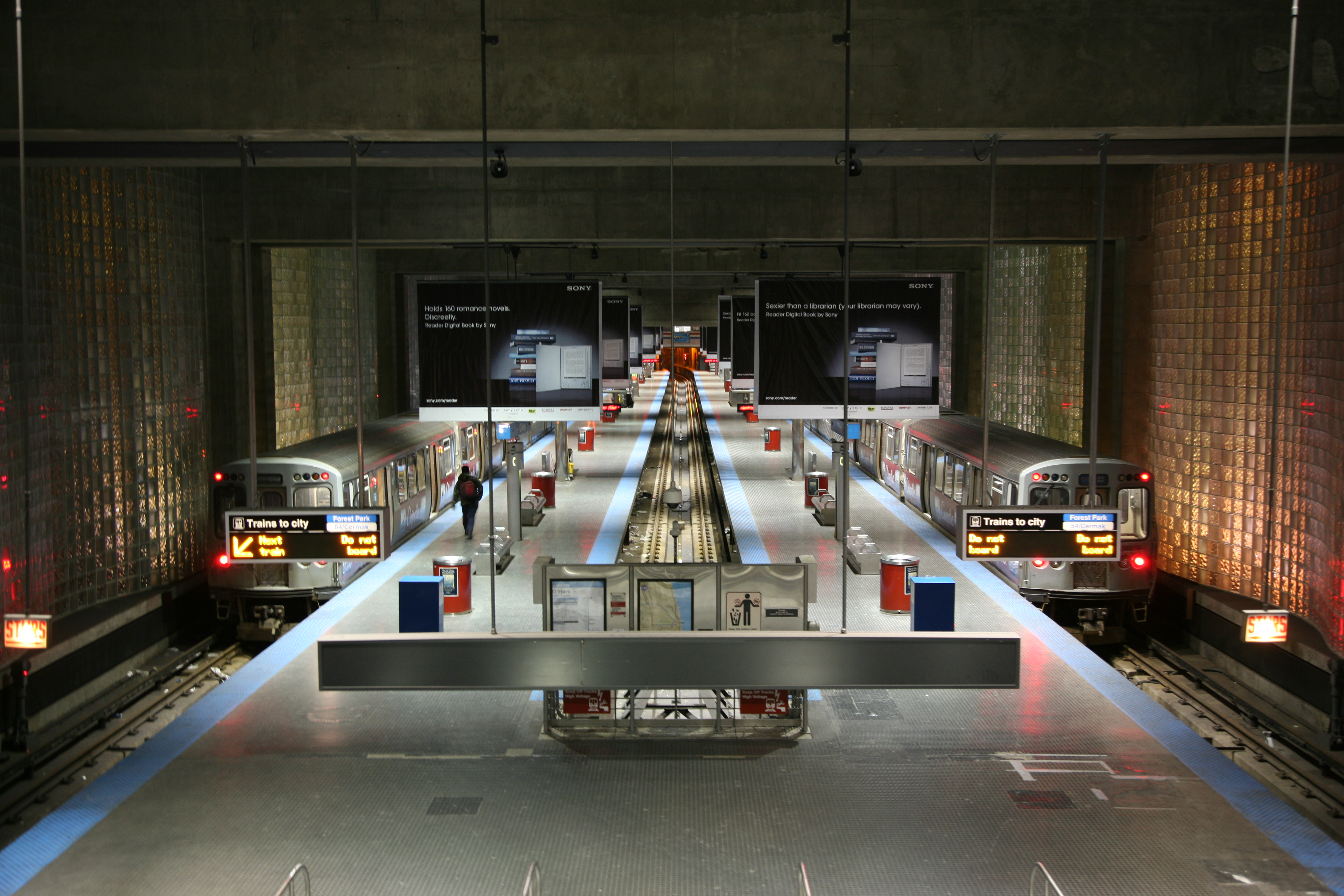
Станція «Міжнародний аеропорт О'Хара»

Лінія пролягає з північного заходу в напрямку центру, і далі йде від центру на захід. Загальна довжина лінії — 43 км, середній пасажиропотік за робочий день — 176 120 осіб.
Станції:
- O'Hare
- Rosemont
- Cumberland
- Harlem
- Jefferson Park
- Montrose
- Irving Park
- Addison
- Belmont
- Logan Square
- California
- Western
- Damen
- Division
- Chicago
- Grand
- Clark
- Washington
- Monroe
- Jackson
- LaSalle
- Clinton
- UIC-Halsted
- Racine
- Medical Center
- Western
- Kedzie-Homan
- Pulaski
- Cicero
- Austin
- Oak Park
- Harlem
- Forest Park

### Червона лінія

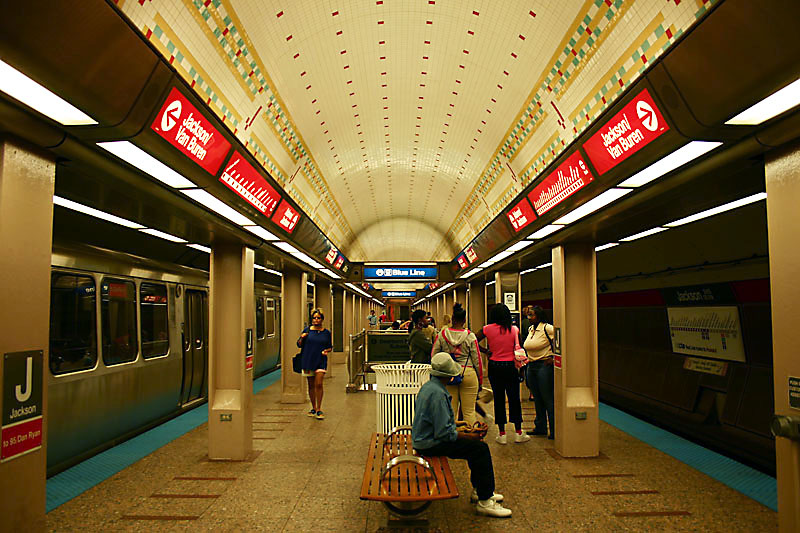
Станція Джексон (Jackson)

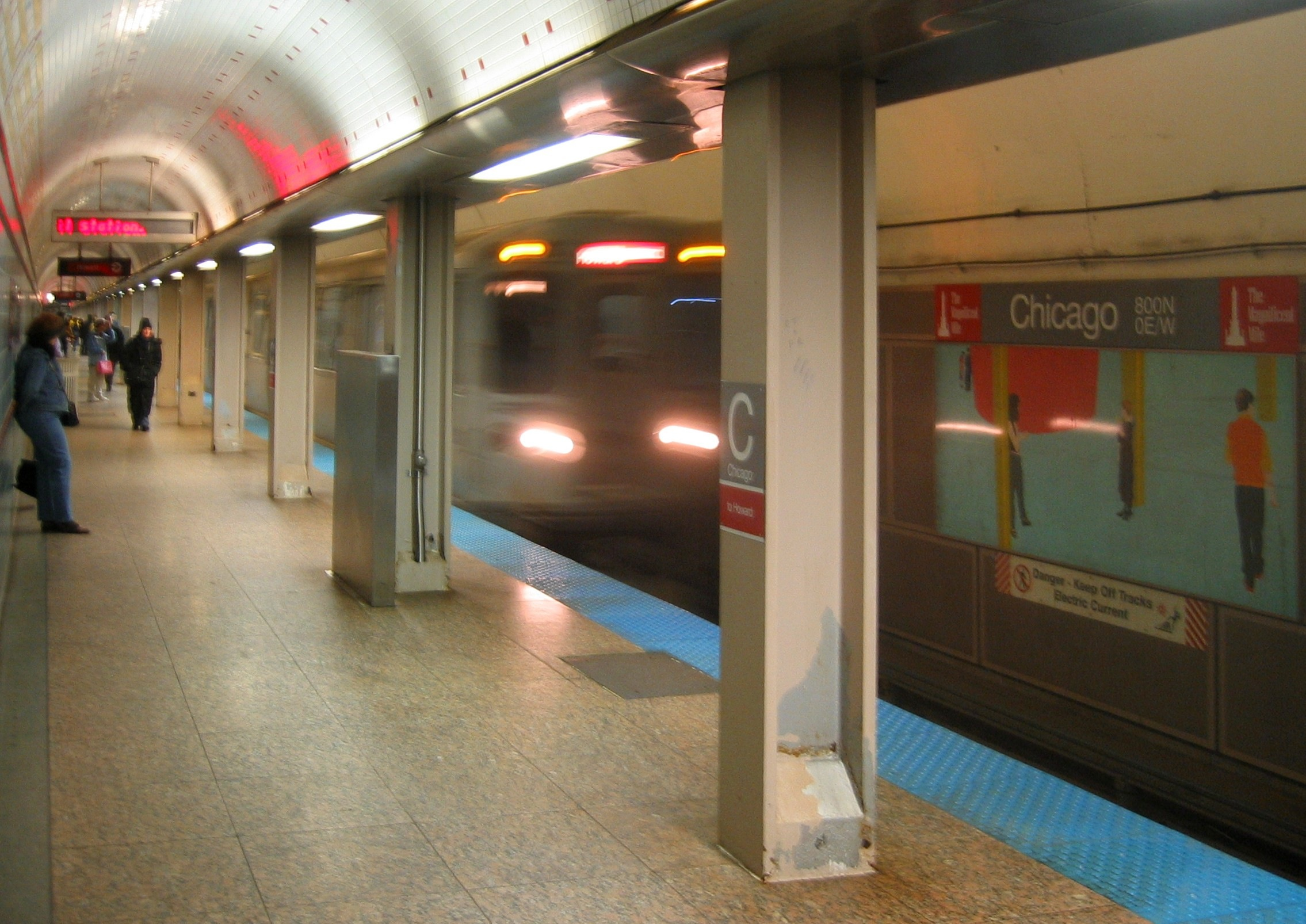
Станція Чикаго (Chicago)

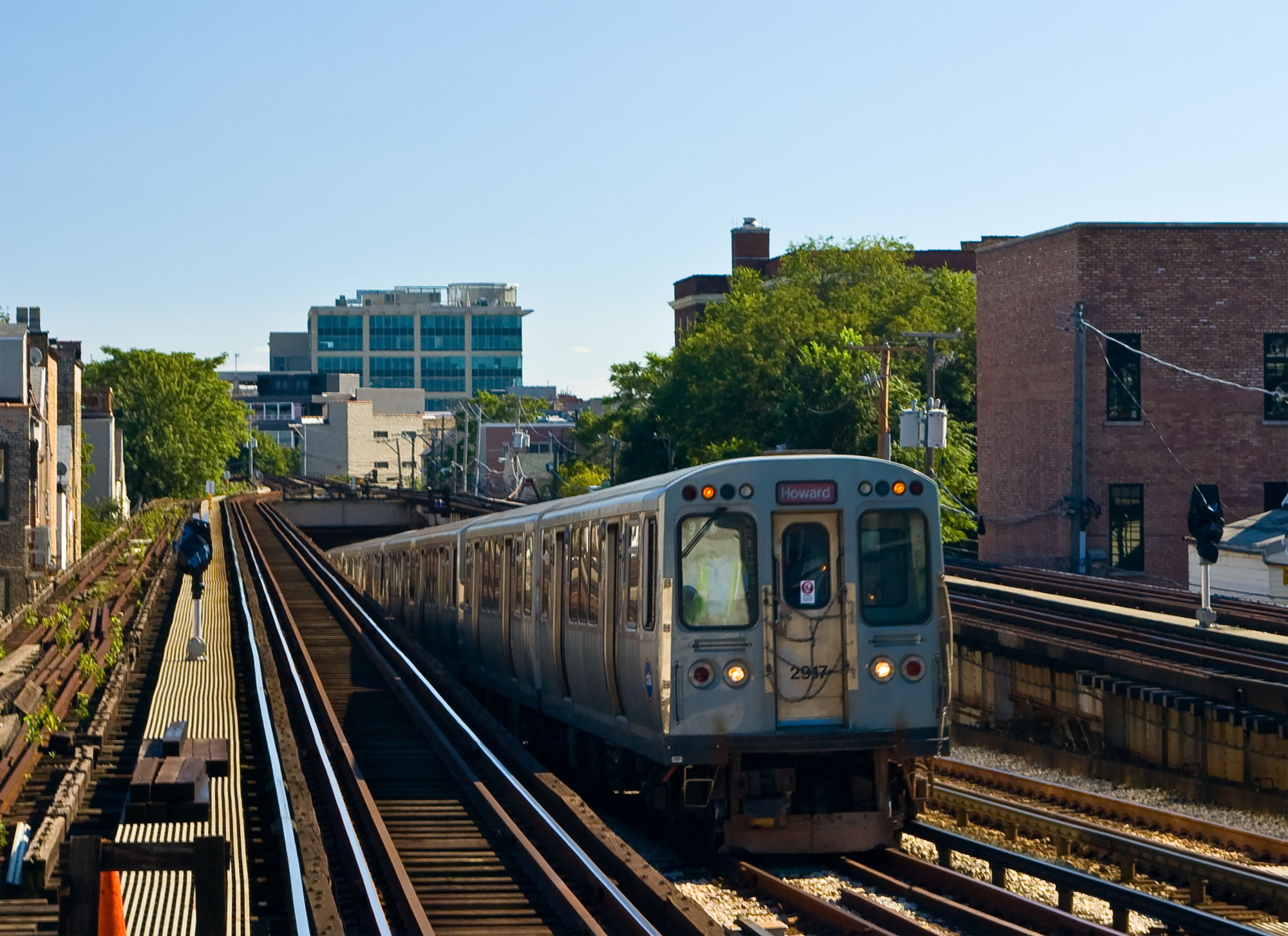
Поїзд виїжджає на поверхню

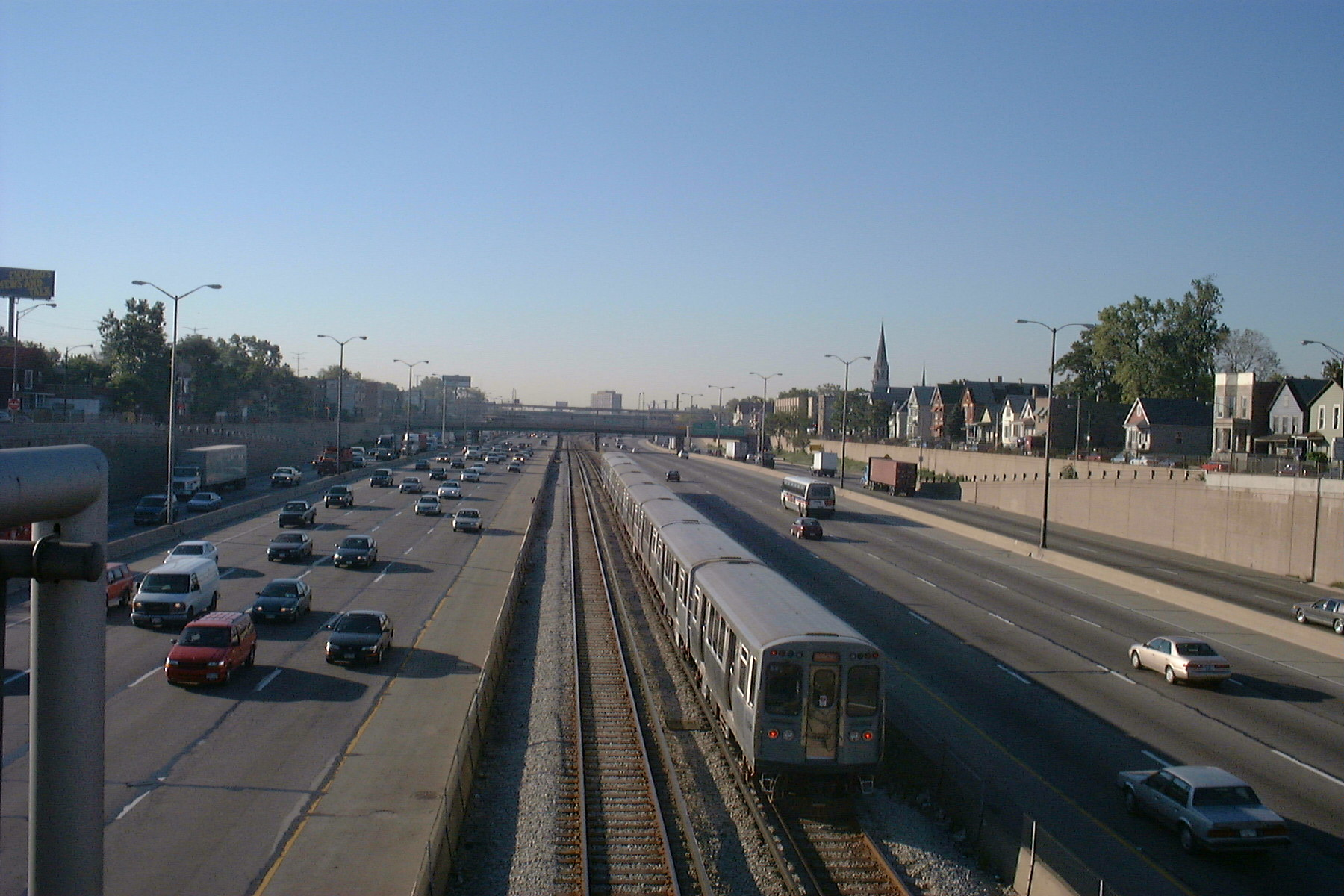
Ділянка лінії в районі шосе Ден-Раян

Червона лінія довжиною 35 км проходить з півночі (де Чикаго межує з Еванстоном) на південь через центр міста. Середній пасажиропотік за день — 234 232 осіб, що робить лінію найбільш навантаженою. На півночі лінія сполучається з жовтою та фіолетовою, які сполучають Чикаго з передмістями.
Станції:
- Howard
- Jarvis
- Morse
- Loyola
- Grandville
- Thorndale
- Bryn Mawr
- Berwyn
- Argyle
- Lawrence
- Wilson
- Sheridan
- Addison
- Belmont
- Fullerton
- North / Clybourn
- Clark / Division
- Chicago
- Grand
- Lake
- Monroe
- Jackson
- Harrison
- Roosvelt / State
- Cermak-Chinatown
- Sox 35th
- 47th street
- Garfield
- 63rd street
- 69th street
- 79th street
- 87th street
- 95th / Dan Ryan

### Коричнева лінія

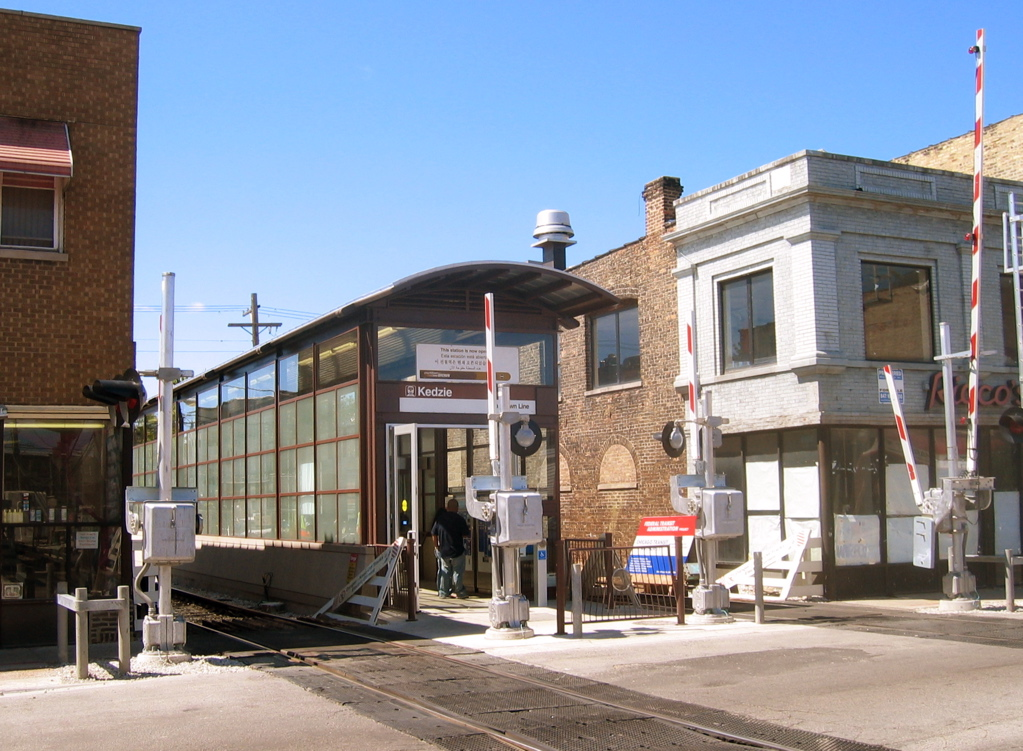
Станція Кедзі (Kedzie)

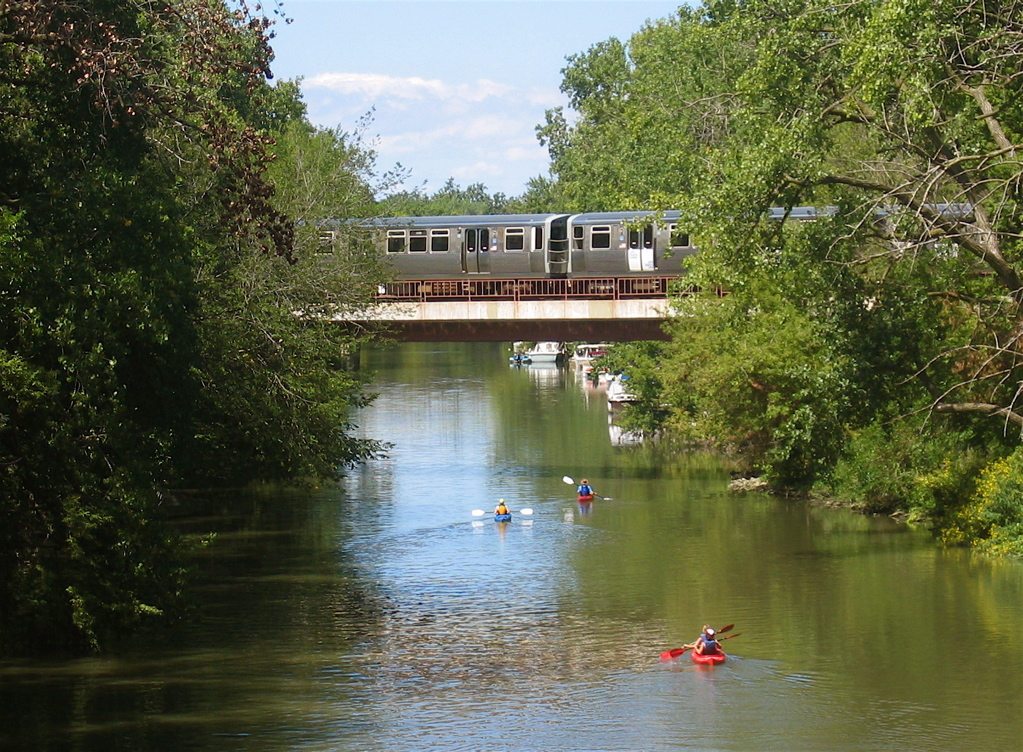
Перетин із північною течією річки Чикаго

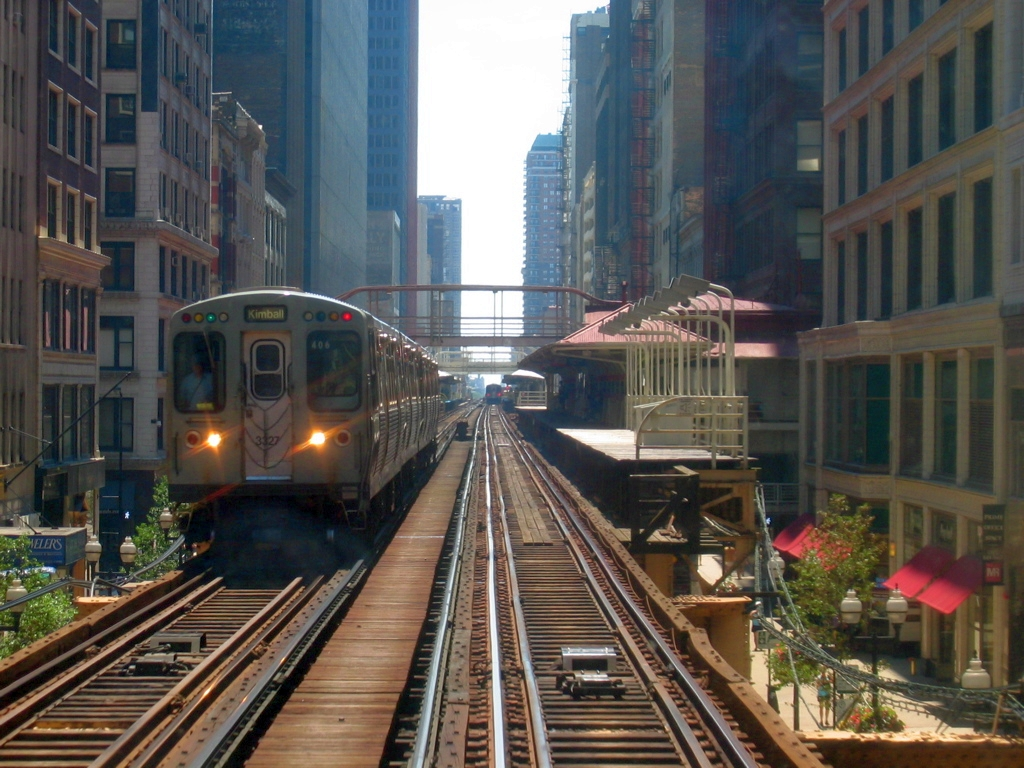
В районі «петлі»

Лінія має більш ніж столітню історію. З 1975 року її пасажиропотік збільшився на 85 % і станом на 2013 рік становить 108 529 осіб за робочий день.
Станції:
- Kimball
- Kedzie
- Francisco
- Rockwell
- Western
- Damen
- Montrose
- Irving Park
- Addison
- Paulina
- Southport
- Wellington
- Diversey
- Armitage
- Sedgwick
- Chicago
- Merchandise Mart
- Washington
- Quincy
- LaSalle
- Library
- Adams
- Madison
- Randolph
- State
- Clark

### Зелена лінія

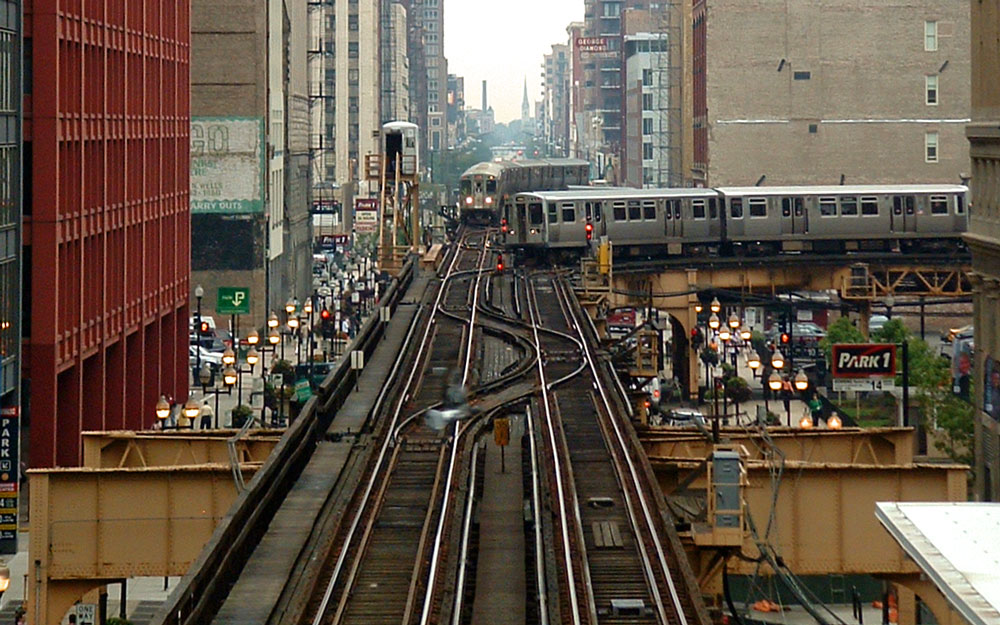
Столітні платформи в районі «петлі» піднімаються приблизно на п'ять метрів над землею

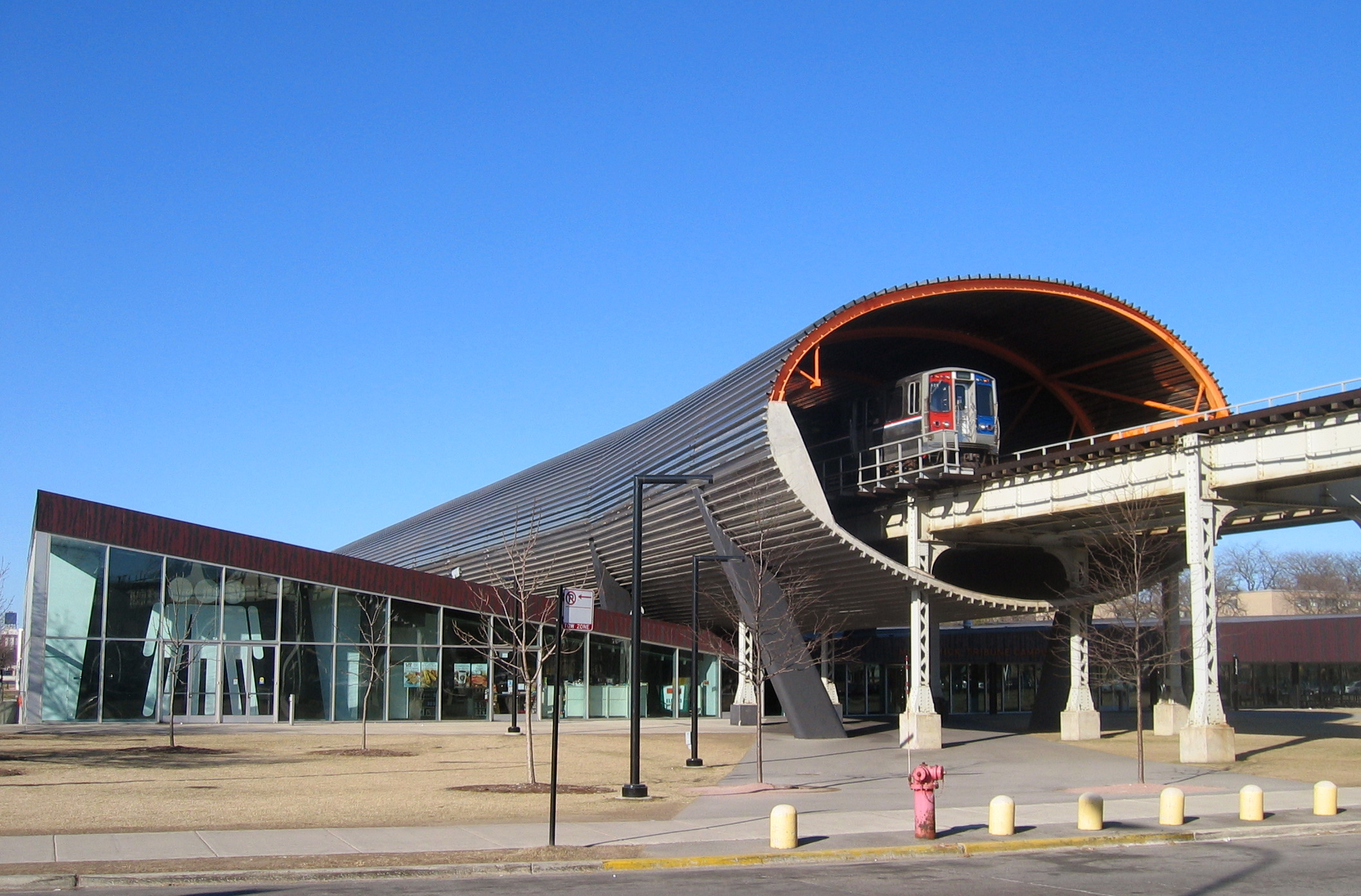
Станція McCormick Tribune Campus Center

Лінія є повністю наземною і йде з заходу до «петлі», звідки звертає на південь, де поділяється на дві окремі гілки. На цій лінії знаходяться найстаріші ділянки залізниці (з 1892 року). Загальна довжина — 30 км. Гілка, яка йде до 63-ї вулиці, раніше була довшою і пролягала до Джексон-парку, проте частину її було знесено через будівельні проблеми. Щоденний пасажиропотік за 2013 рік — 68 230.
Станції:
- Harlem
- Oak Park
- Ridgeland
- Austin
- Central
- Laramie
- Cicero
- Pulaski
- Kedzie
- California
- Ashland
- Clinton
- Clark
- State
- Randoph
- Madison
- Adams
- Roosvelt / Wabash
- 35th-Bronzeville-IIT
- Indiana
- 43rd street
- 47th street
- 51st street
- Garfield

Гілка Ешланд (Ashland Branch):
- Halsted
- Ashland / 63rd

Гілка Східної 63-ї вулиці (East 63rd Branch):
- King Dr
- Cottage Grove / East 63rd

### Рожева лінія
Рожева лінія була відкрита 25 червня 2006 року і є найновішою в Чиказькому метро. Сполучає «Петлю» з містом Сісеро. Пасажиропотік у робочі дні станом на 2013 рік у середньому становив 31 572 осіб на день.
Станції:
- 54th/Cermak
- Cicero
- Kostner
- Pulaski
- Central Park
- Kedzie
- California
- Western
- Hoyne
- 18th street
- Polk
- Ashland
- Clinton
- Clark
- State
- Randolph
- Madison
- Adams
- Library
- LaSalle
- Quincy
- Washington

### Помаранчева лінія
Довжина лінії — 21 км. Побудована на початку 1990-х. Сполучає центр із південним заходом, де знаходиться Міжнародний аеропорт Чикаго Мідуей. Середній щоденний пасажиропотік за 2013 рік — 58 765.
Станції:
- Midway
- Pulaski
- Kedzie
- Western
- 35th / Archer
- Ashland
- Halsted
- Roosevelt / Wabash
- Library
- LaSalle
- Quincy
- Washington
- Clark
- State
- Randolph
- Madison
- Adams

### Фіолетова лінія

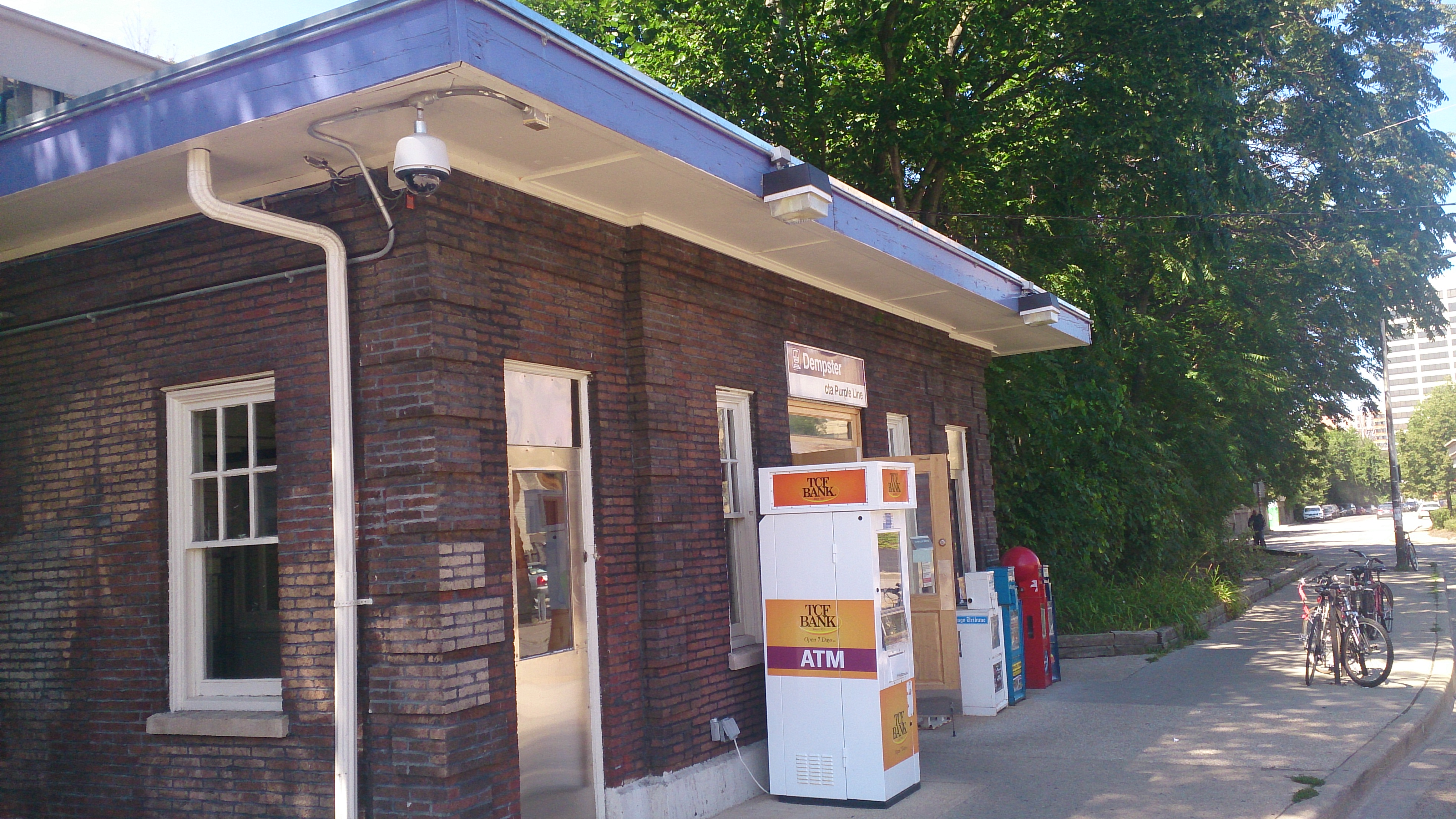
Вхід на станцію Демпстер (Dempster)

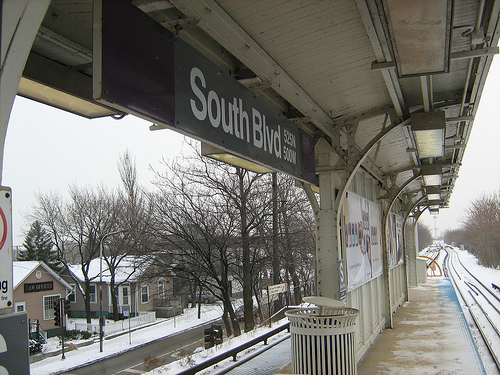
Платформа станції Південний бульвар (South Boulevard)

Станції:
Звичайний маршрут:
- Linden (Вілметт)
- Central (Еванстон)
- Noyes (Еванстон)
- Foster (Еванстон)
- Davis (Еванстон)
- Dempster (Еванстон)
- Main (Еванстон)
- South Boulevard (Еванстон)
- Howard

Експрес-маршрут:
- Howard
- Belmont
- Wellington
- Diversey
- Fullerton
- Armitage
- Sedgwick
- Chicago
- Merchandise Mart
- Washington
- Quincy
- LaSalle
- Library
- Adams
- Madison
- Randolph
- State
- Clark

### Жовта лінія
Сполучає Чикаго зі Скокі.
- Dempster-Skokie
- Oakton-Skokie
- Howard